# Runic Games
Runic Games war ein US-amerikanisches Entwicklerstudio aus Seattle und entstand aus dem Entwicklungsteam von Flagship Studios. Zu den Gründungsmitgliedern des Unternehmens gehörten die Brüder Max und Erich Schaefer, die vor allem für Diablo bekannt sind und Travis Baldree (Fate Entwicklung). Für Komposition und Musik ist Matt Uelmen verantwortlich, der für seine Arbeit bei Blizzard Entertainment bekannt ist. 2009 wurde als erstes Spiel das Action-Rollenspiel Torchlight veröffentlicht, der Nachfolger Torchlight II folgte im September 2012. Im November 2017 wurde bekannt, dass das Studio geschlossen wurde.

## Geschichte
Gegründet wurde das Unternehmen im August 2008 durch Travis Baldree, Max Schaefer, Erich Schaefer und Peter Hu. Nach der Auflösung des Spielestudios Flagship Studios wechselten alle 14 Mitarbeiter des in Seattle arbeitenden Teams, das mit der Entwicklung des Spiels Mythos beschäftigt war, zu Runic Games.
Nach der etwa elfmonatigen Entwicklungsphase des Spiels Torchlight ab November 2008 wurde das Spiel am 27. Oktober 2009 als Download veröffentlicht. Im Anschluss begann das Entwicklerteam mit der Arbeit eines MMORPGs zu Torchlight, welches jedoch zugunsten von Torchlight II auf unbestimmte Zeit verschoben wurde. Der aktuelle Status des Projektes ist unklar.
Im Mai 2010 erwarb der chinesische Softwarepublisher Perfect World für 8,4 Millionen US-Dollar einen Mehrheitsanteil an Runic Games.
Im März 2014 stiegen die Gründungsmitglieder Travis Baldree und Erich Schaefer aus dem Unternehmen aus, um ein neues Entwicklerstudio, Double Damage Games, zu gründen. Das Amt des Präsidenten, das Travis Baldree seit der Gründung von Runic Games innehatte, übernahm der bisherige Vizepräsident Marsh Lefler.
Am 3. November 2017 wurde bekannt, dass Perfect World das Studio geschlossen hat.

## Spiele
| Jahr | Titel         | Genre              | Plattformen                     |
| ---- | ------------- | ------------------ | ------------------------------- |
| 2009 | Torchlight    | Action-Rollenspiel | Windows, macOS, Linux, Xbox 360 |
| 2012 | Torchlight II | Action-Rollenspiel | Windows, macOS, Linux           |
| 2017 | Hob           | Action-Rollenspiel | Windows                         |